# Torneo Internacional de Fútbol Sub-20 de la Alcudia de 2019
El Torneo Internacional de Fútbol Sub-20 de la Alcudia de 2019, también conocido como COTIF 2019, fue la trigésima sexta edición de dicha competición de fútbol juvenil. Esta edición del evento tomó lugar en el municipio valenciano de La Alcudia entre el 29 de julio y 8 de agosto de 2019.
El torneo fue ganado por España quien se coronó campeón tras vencer a Rusia por 4–0 en la final.

## Equipos participantes
El torneo masculino contó con un total de 5 selecciones nacionales, para la edición de 2019, las mismas fueron:
| Equipos participantes | Equipos participantes | Equipos participantes |
| --------------------- | --------------------- | --------------------- |
| España                | Argentina             | Baréin                |
| Rusia                 | Mauritania            |                       |

## Fase de grupos

### Grupo único
| Equipo     | Pts | PJ | PG | PE | PP | GF | GC | Dif. |
| ---------- | --- | -- | -- | -- | -- | -- | -- | ---- |
| Rusia      | 9   | 4  | 3  | 0  | 1  | 11 | 3  | +8   |
| España     | 9   | 4  | 3  | 0  | 1  | 8  | 1  | +7   |
| Argentina  | 9   | 4  | 3  | 0  | 1  | 10 | 4  | +6   |
| Baréin     | 3   | 4  | 1  | 0  | 3  | 3  | 12 | -9   |
| Mauritania | 0   | 4  | 0  | 0  | 4  | 1  | 13 | -12  |

|  | Clasificados para la final. |

| 29 de julio de 2019, 22:00 | Baréin | 2:0     | Mauritania | Estadio Municipal Els Arcs, La Alcudia |                                  |
|                            |        | Reporte |            | Árbitro(s): Arcediano Monescillo       | Árbitro(s): Arcediano Monescillo |

| 30 de julio de 2019, 22:00 | España | 2:0     | Rusia | Estadio Municipal Els Arcs, La Alcudia |  |
|                            |        | Reporte |       |                                        |  |

| 31 de julio de 2019, 22:00 | Mauritania | 1:4     | Argentina                                              | Estadio Municipal Els Arcs, La Alcudia |  |
|                            | Yahya 62'  | Reporte | Solari 24' · Miljevic 40+2' · Cortes 43' · Navarro 85' |                                        |  |

| 1 de agosto de 2019, 22:30 | Rusia                                                           | 5:1     | Baréin         | Estadio Municipal Els Arcs, La Alcudia |  |
|                            | Kortsov 23' · Suleymanov 37', 41' · Sadulaev 38' · Sevikyan 80' | Reporte | Al-Romaihi 10' |                                        |  |

| 2 de agosto de 2019, 22:30 | Argentina    | 1:0     | España | Estadio Municipal Els Arcs, La Alcudia |  |
|                            | Miljevic 85' | Reporte |        |                                        |  |

| 3 de agosto de 2019, 22:30 | Rusia                                            | 3:0     | Mauritania | Estadio Municipal Els Arcs, La Alcudia |  |
|                            | Suleymanov 9' · Kortsov 40+1' · Maradishvili 42' | Reporte |            |                                        |  |

| 4 de agosto de 2019, 22:30 | Baréin | 0:2     | España                  | Estadio Municipal Els Arcs, La Alcudia |  |
|                            |        | Reporte | Tenas 26' · Collado 34' |                                        |  |

| 5 de agosto de 2019, 22:30 | Argentina | 0:3     | Rusia                          | Estadio Municipal Els Arcs, La Alcudia |  |
|                            |           | Reporte | Sevikyan 2', 6' · Litvinov 59' |                                        |  |

| 6 de agosto de 2019, 20:30 | España                                  | 4:0     | Mauritania | Estadio Municipal Els Arcs, La Alcudia |  |
|                            | Alberto 16' · Latasa 17' · González 24' | Reporte |            |                                        |  |

| 6 de agosto de 2019, 22:30 | Baréin | 0:5     | Argentina | Estadio Municipal Els Arcs, La Alcudia |  |
|                            |        | Reporte |           |                                        |  |

## Final
| 8 de agosto de 2019, 22:00 | España                                                   | 4:0     | Rusia | Estadio Municipal Els Arcs, La Alcudia |  |
|                            | Teguia 26' · Gonzalez Bayon 31' · Baena 51' · Latasa 79' | Reporte |       |                                        |  |

| Bandera de España |
| Campeón España    |
| 3° título         |